# Поясковые черви
Поясковые черви (лат. Clitellata) — класс кольчатых червей. В отличие от многощетинковых червей, у поясковых полностью отсутствуют параподии, а также головные и пигидиальные придатки, а щетинки отходят прямо от поверхности тела. Органы чувств обычно плохо развиты. Представители класса отличаются от других кольчатых червей наличием пояска — характерной зоны в передней части тела, представленной группой сегментов, которая покрыта толстым слоем железистого эпидермиса. Клетки пояска выделяют слизистую муфту, которая сползает с тела червя и превращается в кокон, в котором происходит развитие яиц. Поясковые черви представлены в основном пресноводными и почвенными обитателями. Все они являются гермафродитами, у которых гонады располагаются только в нескольких генитальных сегментах, а остальные сегменты стерильны. Развитие поясковых червей протекает без метаморфоза.
Класс насчитывает 3642 вида и включает два подкласса: малощетинковых червей (Oligochaeta), к которым в том числе относятся дождевые черви, и пиявок (Hirudinea).